# Staircase Infinities
Staircase Infinities es un EP de la banda inglesa de rock progresivo Porcupine Tree, publicado en edición limitada en diciembre de 1994 en formato de vinilo de 7" (del que sólo se distribuyeron 2.000 copias) y en octubre de 1995 en formato CD. Las canciones de este trabajo fueron grabadas durante las sesiones de grabación de Up the Downstair. Un doble CD de 2005 presenta este EP junto con el disco remasterizado Up the Downstair. Originalmente, Up the Downstair estaba pensado para ser un disco doble, pero a Steven Wilson no le dio tiempo de grabar todas las pistas en el plazo determinado por la compañía discográfica, por lo que fueron eliminadas y editadas en este EP.

## Lista de canciones

### Versión de 1994-1995
1. "Cloud Zero" – 4:39
2. "The Joke's On You" – 4:06
3. "Navigator" – 4:47
4. "Rainy Taxi" – 6:44
5. "Yellow Hedgerow Dreamscape" – 9:28

### Versión de 2005
1. "Cloud Zero" – 4:40
2. "The Joke's On You" – 4:17
3. "Navigator" – 4:49
4. "Rainy Taxi" – 6:50
5. "Yellow Hedgerow Dreamscape" – 9:36

- Datos: Q3968048